# Coptosperma sessiliflorum
Coptosperma sessiliflorum är en måreväxtart som beskrevs av De Block. Coptosperma sessiliflorum ingår i släktet Coptosperma och familjen måreväxter. Inga underarter finns listade i Catalogue of Life.